# 1996年亞洲冬季運動會
第三届亚洲冬季运动会于1996年2月4日至11日在中國黑龙江省哈尔滨市举行。

## 背景
第三屆亞洲冬季運動會原定於1995年初在朝鮮民主主義人民共和國三池淵舉行，由於朝鮮政府於1992年8月宣佈放棄主辦權，中国哈尔滨与韩国江原道均提出申办，亚奥理事会为此决定派考察团到中韩两国考察。1993年12月2日，在亚奥理事会第12次代表大会上，时任巴基斯坦奥委会主席瓦吉德·阿里建议由中韩两国依次承办第三、四届亚冬会，亚奥理事会与韩国奥委会均接受此建议，本屆亞冬會正式由中國哈爾濱接手舉辦，賽期亦順延至1996年初。

## 奖牌榜
| 排名 | 国家／地区 | 金牌 | 银牌 | 铜牌 | 總數 |
| ---- | ---------- | ---- | ---- | ---- | ---- |
| 1    | 中国       | 15   | 7    | 15   | 37   |
| 2    |            | 14   | 9    | 8    | 31   |
| 3    | 日本       | 8    | 14   | 10   | 32   |
| 4    |            | 8    | 10   | 8    | 26   |
| 5    |            | 0    | 1    | 1    | 2    |
| 總計 | 總計       | 45   | 41   | 42   | 128  |

## 参賽国家及地区
|  | - 中国 - 香港 - 印度尼西亞 - 伊朗 - 日本 - 科威特 | - 黎巴嫩 - 澳門 - 蒙古国 - 巴基斯坦 - 泰國 - 中華臺北 |

## 会徽
本届亚冬会的会徽由刘福臣设计，会徽上方为红色的亚奥理事会会徽中的太阳，中部主体位置为汉字“三”，为蓝色，由于融入了汉字的书法，亦像阿拉伯数字“3”，并与上方的太阳构成奋力向前的滑雪运动员的造型，意为“第三届亚洲冬季运动会”。

## 吉祥物
本届亚冬会的吉祥物名为“豆豆”，是根据黑龙江省的特产——大豆塑造的卡通形象。

## 会歌
由乔羽作词、著名作曲家谷建芬作曲的《赞美冰雪》被定为本届亚冬会会歌。

## 比賽项目
本届亚冬会共设8个大项，43个小项。其中自由式滑雪第一次成为亚冬会比赛项目。
- 冰球
- 冬季两项
- 短道速滑
- 高山滑雪
- 花样滑冰
- 速度滑冰
- 跳台滑雪（表演项目）
- 自由式滑雪

1. ↑  权玉丹; 刘广. . 技术监督纵横 (黑龙江省质量技术监督局). 1995, (06): 42–43. CN 23-1491/T CNKI JSZH199506051.